# Subcinctorium
Das Subcinctorium (auch: balteus, anagolagium, anagolaium, anabolagium) ist ein heute nicht mehr gebräuchliches liturgisches Kleidungsstück.

## Form und Trageweise
Das Subcinctorium ähnelt in seiner Form sehr dem Manipel. Es ist ein in der Mitte gefalteter Stoffstreifen in der jeweiligen Farbe des Messgewands. Am oberen Ende ist er zusammengenäht, so dass eine Lasche entsteht. Durch diese wird das Zingulum geführt, bevor der Kleriker es anlegt. Üblicherweise wurde das Subcinctorium links und nur bei der feierlichen Messe getragen.

## Zweck
Ursprünglicher Zweck des Subcinctorium war es, die im Mittelalter sehr lange Stola zu fixieren. Mit der Zeit ging man jedoch dazu über, die Stola direkt mit dem Zingulum zu fixieren, wodurch das Subcinctorium zu einem reinen Zierstück wurde.

## Entwicklung
Das Subcinctorium ist seit dem 12. Jahrhundert als Teil des bischöflichen Ornats bekannt. Gelegentlich wurde es auch von Priestern getragen, etwa den Kardinalpriestern an der Kathedralkirche von Mailand. Zum Ausgang des Mittelalters war das Subcinctorium bei den Bischöfen kaum noch bekannt. Es entwickelte sich fortan zu einem Sondergewand der Päpste. Ab 1960 kam es im Zuge der Vereinfachung der Ornate und Pontifikalinsignien außer Gebrauch.